# Owner of a Lonely Heart
Owner of a Lonely Heart is een nummer van de Britse symphonische rockband Yes. Het is het openingsnummer van hun elfde studioalbum 90125 uit 1983. Op 24 oktober dat jaar werd het nummer eerst in Europa, de VS en Canada op vinylsingle en cassette-single uitgebracht. In november volgden Australië, Nieuw-Zeeland, Japan, Filipijnen, Japan, Mexico, Brazilië en Latijns Amerika. In oktober 1991 werd het nummer op cd-single uitgebracht.

## Achtergrond
Het nummer is geschreven door het indertijd nieuwe bandlid Trevor Rabin. De plaat bereikte in de Verenigde Staten de nummer 1-positie van de Billboard Hot 100. Owner of a Lonely Heart was Yes’ grootste hitsucces. In thuisland het Verenigd Koninkrijk bereikte de plaat slechts de 28e positie in de UK Singles Chart.
In Nederland was de plaat op vrijdag 11 november 1983 Veronica Alarmschijf op Hilversum 3 en werd een gigantische hit in de destijds drie landelijke hitlijsten op de nationale publieke popzender. De plaat bereikte de 2e positie in de Nederlandse Top 40, de 7e positie in de Nationale Hitparade en de 4e positie in de TROS Top 50. In de Europese hitlijst op Hilversum 3, de TROS Europarade, bereikte de plaat de 21e positie.
In België bereikte de single de 3e positie in de voorloper van de Vlaamse Ultratop 50 en de 12e positie in de Vlaamse Radio 2 Top 30. In Wallonië werd géén notering behaald.
Naderhand is de single nog vaak heruitgebracht. Op de B-kant van de vinylsingle staat het nummer Our Song.
Owner of a Lonely Heart was allereerst als ballad geschreven. Bandlid Jon Anderson overtuigde producer Trevor Horn ervan dat er een aantal gitaarriffs bij moesten. Door de Yes-afsplitsing Anderson Bruford Wakeman Howe werd het nummer live alsnog als ballad gespeeld.
Vandaag de dag geniet de plaat nog steeds populariteit. Zo is Owner of a Lonely Heart in 2005 geremixt door Max Graham, en viel de plaat te beluisteren in de soundtrack van het immens populaire computerspel Grand Theft Auto: Vice City op het radiostation Flash FM en werd Dancesmash op Radio 538.
Op 27 december 2011 prees producer Eric van Tijn als lijstduwer de plaat aan tijdens het televisie programma Top 2000 à Go-Go op Nederland 3, vanwege het unieke muzikale gehalte dat de plaat vandaag de dag nog zou hebben.
Sinds de allereerste editie in december 1999, staat de plaat onafgebroken genoteerd in de jaarlijkse NPO Radio 2 Top 2000 van de Nederlandse publieke radiozender NPO Radio 2, met als hoogste notering een 86e positie in 2001.

## NPO Radio 2 Top 2000
| Nummer met noteringen in de NPO Radio 2 Top 2000 | '99 | '00 | '01 | '02 | '03 | '04 | '05 | '06 | '07 | '08 | '09 | '10 | '11 | '12 | '13 | '14 | '15 | '16 | '17 | '18 | '19 | '20 | '21 | '22 | '23 | '24 |
| ------------------------------------------------ | --- | --- | --- | --- | --- | --- | --- | --- | --- | --- | --- | --- | --- | --- | --- | --- | --- | --- | --- | --- | --- | --- | --- | --- | --- | --- |
| Owner of a Lonely Heart                          | 135 | 94  | 86  | 101 | 165 | 221 | 233 | 318 | 374 | 235 | 270 | 348 | 361 | 364 | 406 | 379 | 389 | 412 | 458 | 662 | 747 | 880 | 898 | 862 | 895 | 890 |

1. ↑  Een vetgedrukt getal geeft de hoogste notering aan.